# Wynne Godley

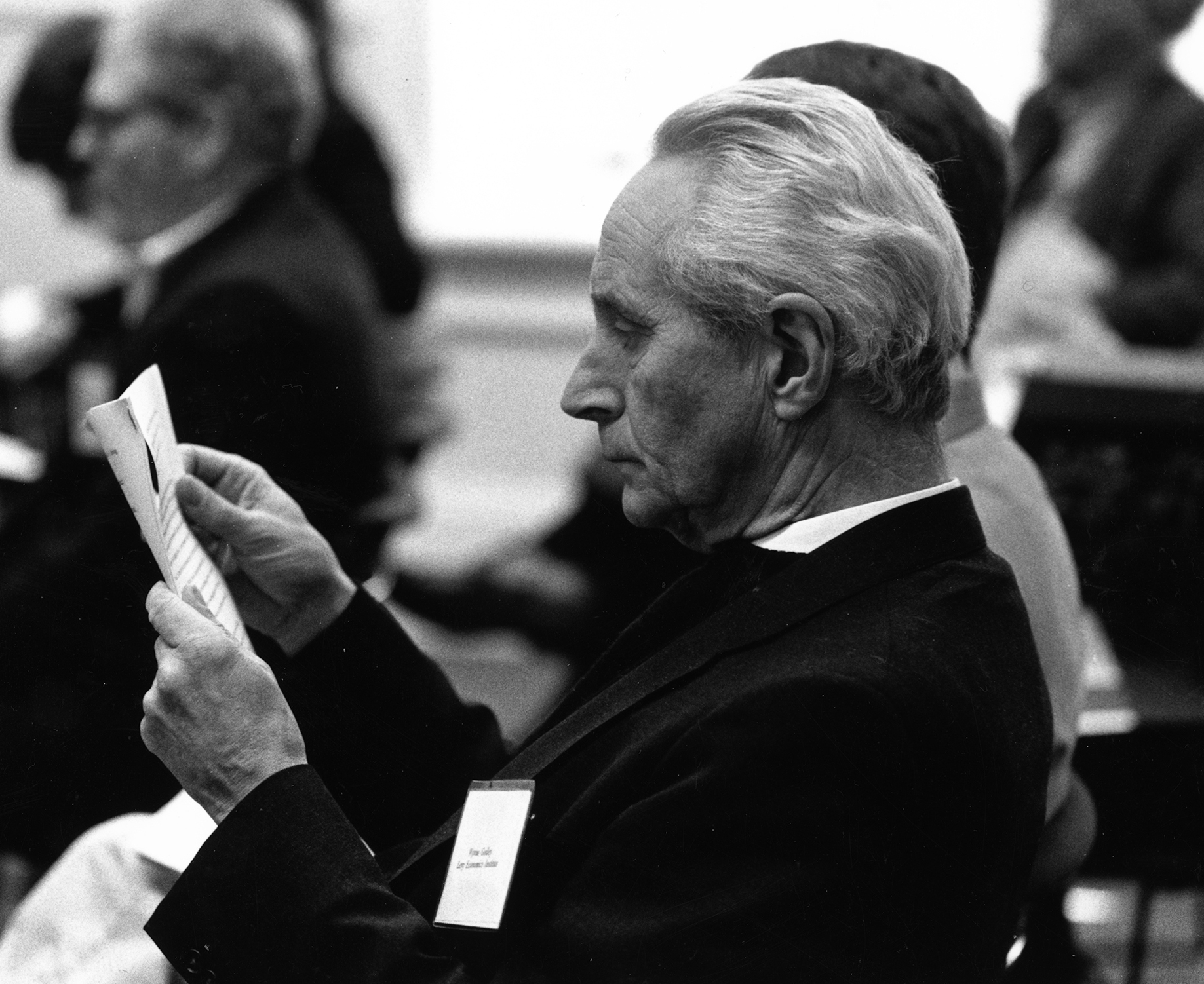
Wynne Godley

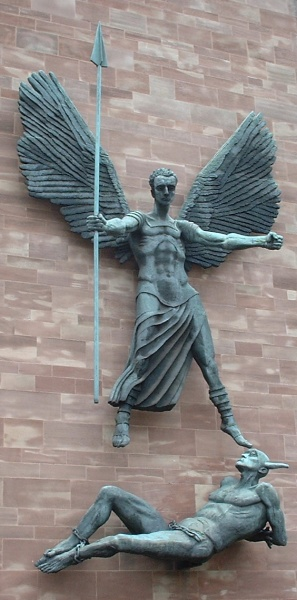
San Miguel, Victoria sobre el Diablo, por Sir Jacob Epstein, la cabeza del cual fue inspirada en Wynne Godley

Wynne Godley (2 de septiembre de 1926 – 13 de mayo de 2010) fue un economista famoso por su pesimismo hacia la economía británica y su crítica al gobierno Británico.

## Trayectoria
Nacido en Londres, estudió en la Escuela Rugby y luego siguió estudios de política, filosofía y economía en el New College de Oxford, donde Isaiah Berlin y Philip Andrews, uno de los principales economistas del Oxford Economic Research Group, fueron dos de sus mentores más importantes. 
Godley también se formó para convertirse en músico profesional, estudió en el Conservatorio de París durante tres años y luego se convirtió en oboísta principal de la BBC Welsh Orchestra. Sin embargo, no podía dejar de estar nervioso de actuar en público y abandonó esta carrera, aunque siguió interesado en la música y fue director de la Royal Opera de 1976 a 1987. En 1955 se casó con Kitty Epstein, hija del escultor Jacob Epstein, que utilizó su cabeza como modelo de su estatua de San Miguel en la reconstruida Catedral de Coventry.
Una vez terminada su carrera musical, se convirtió en economista de la empresa Metal Box, y luego, de 1956 a 1970, trabajó en el Departamento del Tesoro británico, donde trabajó en cuestiones de política macroeconómica y previsiones a corto plazo, abordando problemas económicos y políticos, incluida la devaluación de 1967 de la libra bajo Harold Wilson. Mientras estuvo en el Tesoro conoció a Nicholas Kaldor, quien lo persuadió para que se trasladara a la Universidad de Cambridge, donde se convirtió en miembro del King's College y director del departamento de economía aplicada, aunque a veces siguió trabajando como asesor económico del gobierno y fue nombrado como uno de los asesores económicos externos, los 'siete sabios' de Norman Lamont después del Miércoles Negro. Predijo que el auge económico de 1973-74 terminaría y que el desempleo alcanzaría los 3 millones de parados en la década de 1980. Como notó uno de sus protegidos, estas horrendas advertencias "... le valieron el título 'Cassandra of the Fens' y fueron ridiculizados, hasta que se hicieron realidad".
En 1992 advirtió que sin una política fiscal compartida para reemplazar a los movimientos de divisas habría problemas con la unión monetaria en Europa. En 1995, Godley ocupó un puesto en el Levy Economics Institute del Bard College en el estado de Nueva York, donde su trabajo se centró en las perspectivas estratégicas de las economías de los EE. UU. y del mundo, y en el uso de modelos macroeconómicos contables para revelar desequilibrios estructurales. En 1998, fue uno de los primeros en advertir que el creciente desequilibrio en la economía global, alimentado por la creciente deuda del sector privado estadounidense, era insostenible.
Dave Ramsden, principal asesor económico del Tesoro, reconoció sus contribuciones al pensamiento del Tesoro durante años: "En la década de los 2000, gran parte de la cual coincidió con un período de aparente estabilidad, lo que destaca es su análisis distintivo y su presciencia sobre la inminente crisis financiera y económica, y el papel potencial de las políticas innovadoras para responder a la futura crisis". 
Su libro Monetary Economics: Integrated Approach to Money, Income, Production and Wealth (2007), escrito con Marc Lavoie, trata sobre modelado macro coherente de flujo de existencias.

## Aportaciones económicas

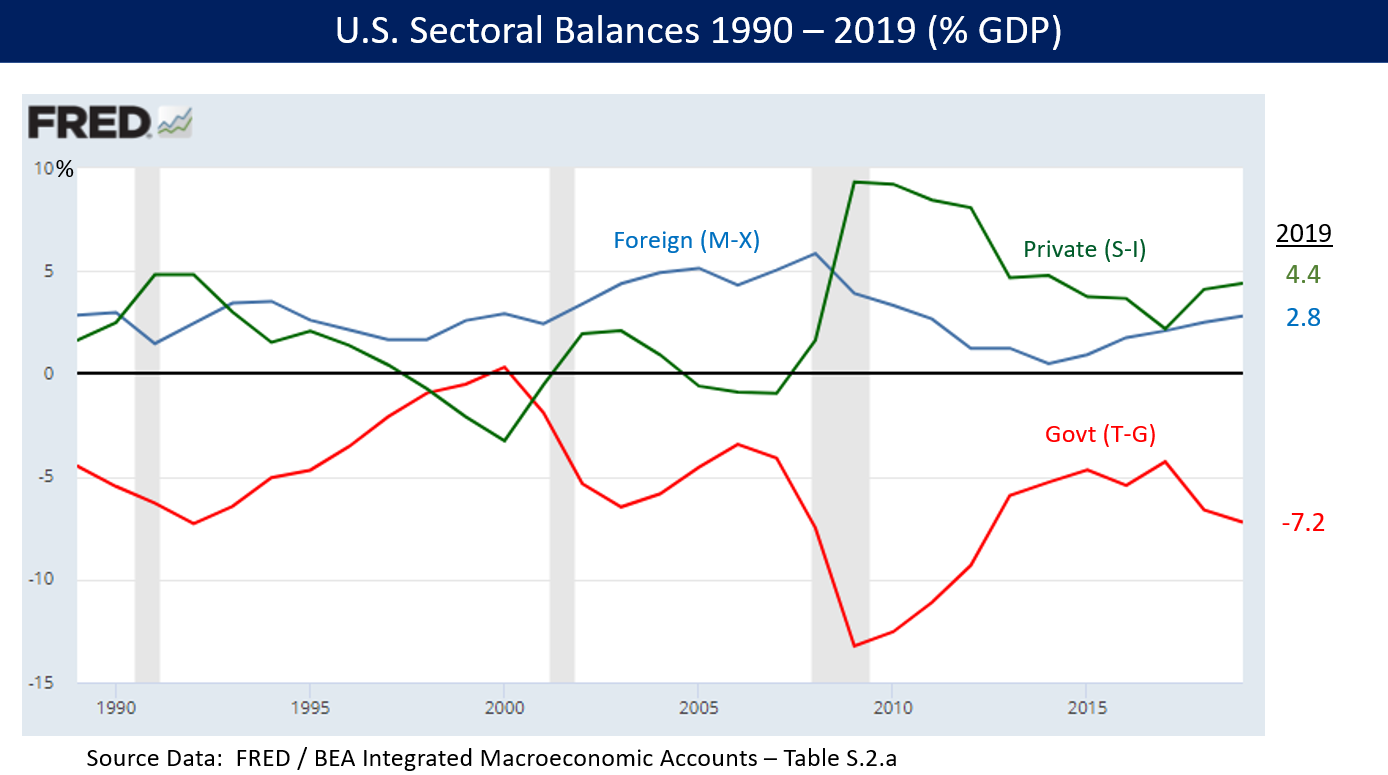
Gráfico que ilustra el marco analítico de Godley de los balances financieros sectoriales

El economista Martin Wolf dio crédito al marco analítico de "balances financieros sectoriales" de Godley en un análisis de 2012 de la Gran Recesión. Wolf explicó: "La idea esencial es que dado que el ingreso tiene que ser igual al gasto de la economía en su conjunto (que es lo mismo que decir que el ahorro es igual a la inversión), las sumas de la diferencia entre los ingresos y los gastos de cada uno de los sectores de la economía también deben ser cero. Estas diferencias también pueden describirse como "balances financieros". Por lo tanto, si un sector gasta menos que su ingreso debe acumular compras (netas) en otros sectores. El punto crucial es que, dado que los saldos sectoriales deben sumar cero, un aumento en el déficit de un sector debe ir acompañado de un cambio compensatorio en los demás. De ahí se sigue que si el déficit fiscal aumenta, la suma de los excedentes de los otros sectores de la economía debe aumentar de manera precisamente compensada ". Wolf explicó que un gran aumento en el balance financiero del sector privado provocó un gran aumento en los déficits gubernamentales.
Dirk Bezemer argumentó que Godley era notable por ser uno de los relativamente pocos economistas en predecir la naturaleza de la recesión con bastante anticipación, y por hacerlo sobre la base de un modelo formal.

## Libros
- Wynne Godley and Marc Lavoie, 2007. Monetary Economics: An Integrated Approach to Credit, Money, Income, Production and Wealth, Palgrave MacMillan. ISBN 0-230-50055-2 Description. Archivado el 4 de noviembre de 2013 en Wayback Machine.
- Wynne Godley and T. Francis Cripps, Macroeconomics, ISBN 0-19-215358-7